# Sengoku Otome ~Momoiro Paradox~
Sengoku Otome ~Momoiro Paradox~ (戦国乙女～桃色パラドックス～) là bộ anime chuyển thể từ trò chơi điện tử đóng thùng pachinko CR Sengoku Otome do Heiwa phát triển. Hãng TMS Entertainment đã thực hiện bộ anime với sự đạo diễn của Okamoto Hideki. Cốt truyện xoay quanh cô gái tên Hide "Hideyoshi" Yoshino một nữ sinh trung học vô tình đi qua thế giới song song khi một cánh cổng dịch chuyển mở ra, tại đây cô kết bạn với lãnh chúa Oda Nobunaga nhưng là nữ thay vì là nam như trong thế giới của mình và bắt đầu thực hiện việc tìm kiếm tập hợp các mảnh của bộ áo giáp có sức mạnh ma thuật cao để thống nhất các vùng lãnh thổ lại.
Bộ anime phát sóng từ ngày 05 tháng 4 đến ngày 27 tháng 6 năm 2011 tại Nhật Bản trên kênh TV Tokyo.

## Truyền thông

### Anime
Hãng TMS Entertainment đã thực hiện bộ anime với sự đạo diễn của Okamoto Hideki. Bộ anime rất khác biệt so với trò chơi gốc CR Sengoku Otome như các kỹ năng quyền thuật và tên gọi tuyệt kỹ của các nhân vật. Các nhân vật lồng tiếng cũng khác. Bộ anime phát sóng từ ngày 05 tháng 4 đến ngày 27 tháng 6 năm 2011 tại Nhật Bản trên kênh TV Tokyo. Việc chiếu tập 6 đã được đình lại khi trận động đất và sóng thần Tōhoku 2011 xảy ra để thay vào bằng việc phát đi thông điệp kêu gọi hỗ trợ của tổ chức Ad Council Japan, nhưng nó vẫn được phát tại một số khu vực ở Nhật để được xem là không bị trễ lịch cho việc phải sửa lại lịch chiếu hay không bao giờ phát sóng hoàn tất. Sentai Filmworks đã đăng ký bản quyền của bộ anime để tiến hành phân phối tại thị trường Bắc Mỹ.

### Internet radio
Một chương trình internet radio có tựa Sengoku Otome ~Radio Paradox~ (戦国乙女〜ラジオパラドックス〜) đã được thực hiện và phát sóng từ ngày 05 tháng 4 đến ngày 20 tháng 9 năm 2011 với 13 chương trình trên trang mạng ONSEN. Hai người dẫn chương trình chính là nhân vật Yoshino và Date Masamune.

### Âm nhạc
Bộ anime có ba bài hát chủ đề, một mở đầu và hai kết thúc. Bài hát mở đầu có tựa Kagerou (陽炎ーkagerou-) do nhóm Tenka Tori Tai trình bày, bài hát kết thúc thứ nhất có tựa Atsuki Ya no Gotoku (熱き矢の如く) cũng do nhóm Tenka Tori Tai trình bày dùng từ tập 1 đến 9, 11 và 12 còn tập 10 thì bài hát chỉ do Kitamura Eri trình bày, đĩa đơn chứa hai bài hát đã phát hành vào ngày 18 tháng 5 năm 2011 với hai phiên bản giới hạn và bình thường, phiên bản giới hạn đ1nh kèm một đĩa chứa đoạn phim trình bày nhạc phẩm. Bài hát kết thúc thứ hai có tựa Ashita e (あしたへ) do Hidaka Rina trình bày. Album chứa các bản nhạc dùng trong bộ anime đã phát hành vào ngày 01 tháng 6 năm 2011.
Hai album chứa các bài hát do các nhân vật trình bày đã phát hành vào ngày 18 tháng 5 và ngày 15 tháng 6 năm 2011.
| Kagerou -kagerou- (陽炎ーkagerou-) | Kagerou -kagerou- (陽炎ーkagerou-)                    | Kagerou -kagerou- (陽炎ーkagerou-) |
| STT                                | Nhan đề                                               | Thời lượng                         |
| ---------------------------------- | ----------------------------------------------------- | ---------------------------------- |
| 1.                                 | "Kagerou -kagerou- (陽炎ーkagerou-)"                  | 3:51                               |
| 2.                                 | "Atsuki Ya no Gotoku (熱き矢の如く)"                  | 4:22                               |
| 3.                                 | "Kagerou -kagerou- Karaoke (陽炎ーkagerou- カラオケ)" | 3:50                               |
| 4.                                 | "Atsuki Ya jo Gotoku Karaoke (熱き矢の如く カラオケ)" | 4:21                               |
| Tổng thời lượng:                   | Tổng thời lượng:                                      | 16:26                              |

| Anime "Sengoku Otome ~Momoiro Paradox~" Gekihan "Sengoku Otome Otoemaki" (アニメ「戦国乙女〜桃色パラドックス〜」劇伴『戦国乙女 音絵巻』) | Anime "Sengoku Otome ~Momoiro Paradox~" Gekihan "Sengoku Otome Otoemaki" (アニメ「戦国乙女〜桃色パラドックス〜」劇伴『戦国乙女 音絵巻』) | Anime "Sengoku Otome ~Momoiro Paradox~" Gekihan "Sengoku Otome Otoemaki" (アニメ「戦国乙女〜桃色パラドックス〜」劇伴『戦国乙女 音絵巻』) |
| STT | Nhan đề | Thời lượng |
| --- | --- | --- |
| 1. | "Kagerou (TV size ver.) (陽炎～kagerou～ (TVサイズver.))"                                                                                | 1:32 |
| 2. | "Sengoku Otome no Theme (戦国乙女のテーマ)"                                                                                              | 4:35 |
| 3. | "Densetsu no Kacchuu (伝説の甲冑)" | 1:40 |
| 4. | "Isekai no Tobira (異世界の扉)" | 1:37 |
| 5. | "Wakuwakusuru Otome (ワクワクする乙女)"                                                                                                  | 1:49 |
| 6. | "Conte na? Otome (コントな?乙女)" | 1:35 |
| 7. | "Fuon na Otome (不穏な乙女)" | 1:45 |
| 8. | "Fukudai (Subtitle) (副題(サブタイトル))"                                                                                                | 0:05 |
| 9. | "Odayaka ni, Karoyaka ni (穏やかに,軽やかに)"                                                                                            | 1:47 |
| 10. | "Kamiawanai 2-ri (かみ合わない2人)" | 1:36 |
| 11. | "Kataribe (語り部)" | 1:54 |
| 12. | "Ryouyuu Taiji (両雄対峙)" | 1:44 |
| 13. | "Semarikuru Pinch (迫り来るピンチ)" | 1:36 |
| 14. | "Aishuu (哀愁)" | 1:55 |
| 15. | "Taiketsusuru Otome (対決する乙女)" | 1:42 |
| 16. | "Kitai ni Muneodoru Otome (期待に胸躍る乙女)"                                                                                            | 1:46 |
| 17. | "Katsuro wo Hiraite (活路を開いて)" | 1:48 |
| 18. | "Eyecatch Sono Ichi (アイキャッチ其の壱)"                                                                                                | 0:06 |
| 19. | "Miyabi (雅)" | 1:58 |
| 20. | "Tenkatouitsu no Chikai (天下統一の誓い)"                                                                                                | 1:52 |
| 21. | "Kuroi Takurami (黒い企み)" | 2:00 |
| 22. | "Fukimi na Mori (不気味な森)" | 1:51 |
| 23. | "Arashi no Yochou (嵐の予兆)" | 1:41 |
| 24. | "Taiga no Nagare (大河の流れ)" | 1:58 |
| 25. | "Sentou no Theme (戦闘のテーマ)" | 1:50 |
| 26. | "Hissatsu no Ichigeki (必殺の一撃)" | 2:08 |
| 27. | "Happy End (ハッピーエンド)" | 2:17 |
| 28. | "Eyecatch Sono Ni (アイキャッチ其の弐)"                                                                                                  | 0:06 |
| 29. | "Fuan na Omoi (不安な想い)" | 1:37 |
| 30. | "Saigoku no Theme (西国のテーマ)" | 1:43 |
| 31. | "Uchitokeru Kokoro (打ち解ける心)" | 1:56 |
| 32. | "Sawayaka na Kandou (爽やかな感動)" | 1:46 |
| 33. | "Pinch na Otome (ピンチな乙女)" | 1:36 |
| 34. | "Gekitou Otome (激闘乙女)" | 1:54 |
| 35. | "Otometachi no Kessen (乙女達の決戦)" | 1:51 |
| 36. | "Hisou na Shukumei (悲壮な宿命)" | 2:07 |
| 37. | "Yabou (野望)" | 1:55 |
| 38. | "Kanashiki Otome (Atsuki Ya no Gotoshi yori) (悲しき乙女 (熱き矢の如しより))"                                                            | 2:16 |
| 39. | "Wakare (別れ)" | 1:33 |
| 40. | "Yumemiru Jiyuu (Dai-2-wa Sounyuuka) (夢見る自由 (第2話挿入歌))"                                                                         | 3:49 |
| 41. | "Atsuki Ya no Gotoku (TV size ver.) (熱き矢の如く (TVサイズver.))"                                                                       | 1:32 |
| Tổng thời lượng: | Tổng thời lượng: | 1:14:06 |

| SENGOKU GROOVE   | SENGOKU GROOVE                                     | SENGOKU GROOVE |
| STT              | Nhan đề                                            | Thời lượng     |
| ---------------- | -------------------------------------------------- | -------------- |
| 1.               | "SENGOKU GROOVE"                                   | 4:08           |
| 2.               | "Tenka Toritai♡ (天下取りたい♡)"                   | 4:18           |
| 3.               | "SENGOKU GROOVE Karaoke (SENGOKU GROOVE カラオケ)" | 4:08           |
| 4.               | "Tenka Toritai♡ Karaoke (天下取りたい♡ カラオケ)"  | 4:16           |
| Tổng thời lượng: | Tổng thời lượng:                                   | 16:51          |

| Sengoku Otome ♥ Utage Takenawa (戦国乙女♥宴たけなわ) | Sengoku Otome ♥ Utage Takenawa (戦国乙女♥宴たけなわ)                                 | Sengoku Otome ♥ Utage Takenawa (戦国乙女♥宴たけなわ) |
| STT                                                  | Nhan đề                                                                              | Thời lượng                                           |
| ---------------------------------------------------- | ------------------------------------------------------------------------------------ | ---------------------------------------------------- |
| 1.                                                   | "Aka Kate! Shiro Kate! (アカ勝て!シロ勝て!)"                                         | 3:58                                                 |
| 2.                                                   | "Atsuki Ya no Gotoku ~Shinchuu Otome Version~ (熱き矢の如く ～心中乙女バージョン～)" | 4:22                                                 |
| 3.                                                   | "Aienkien Concerto (合縁奇縁コンチェルト)"                                           | 4:19                                                 |
| 4.                                                   | "Koi wa Setsuna no Yume desu wa (恋は刹那の夢ですわ)"                                | 4:32                                                 |
| 5.                                                   | "Yumemiru Jiyuu ~Classmate Version~ (夢見る自由 ～クラスメイト・バージョン～)"       | 3:49                                                 |
| 6.                                                   | "Seishun Bushou (青春武将)"                                                          | 4:19                                                 |
| 7.                                                   | "Urameshi~na Serena~de (うらめし～な せれな～で)"                                    | 5:43                                                 |
| 8.                                                   | "Densetsu ga Umareru made (伝説が生まれるまで)"                                      | 3:52                                                 |
| 9.                                                   | "Ashita e (あしたへ)"                                                                | 4:07                                                 |
| 10.                                                  | "Sengoku Koshou Uta ~Kagerou REMIX~ (戦国呼称唄 ～陽炎リミックス～)"                 | 6:27                                                 |
| Tổng thời lượng:                                     | Tổng thời lượng:                                                                     | 45:33                                                |